# Taymara Oropesa
Taymara Oropesa Pupo (6 de diciembre de 1995) es una deportista cubana que compite en bádminton. Ganó una medalla de bronce en los Juegos Panamericanos de 2023, en la prueba individual.

## Palmarés internacional
| Juegos Panamericanos | Juegos Panamericanos | Juegos Panamericanos | Juegos Panamericanos |
| Año                  | Lugar                | Medalla              | Prueba               |
| -------------------- | -------------------- | -------------------- | -------------------- |
| 2023                 | Santiago (Chile)     | Medalla de bronce    | Individual           |